# Антъни Фаучи
А̀нтъни Стѝвън Фа̀учи (на английски: Anthony Stephen Fauci, [ˈæn.tə.ni ˈstiːvən ˈfaʊtʃi]) е американски имунолог.
Роден е на 24 декември 1940 година в Бруклин, Ню Йорк, в семейството на аптекар от италиански произход. През 1962 година получава бакалавърска степен от католическия Колеж на Светия кръст в Устър, а през 1966 година завършва медицина в Университета „Корнел“. От 1968 година работи в Националния институт за алергии и заразни болести в Бетезда, а от 1984 година е негов директор. Придобива по-широка известност през 2020 година, когато е сред активните участници в групата, коридинираща реакциите на американското правителство срещу Пандемията от COVID-19.